# Aciagrion pallidum
Aciagrion pallidum – gatunek ważki z rodziny łątkowatych (Coenagrionidae).